# Opération Caesar
L'opération Caesar est une mission secrète allemande qui se déroula à la fin de la Seconde Guerre mondiale. Son objectif était d'acheminer au Japon, par sous-marin, des réacteurs de Messerschmitt Me 262, du mercure et des scientifiques allemands et japonais, pour changer le cours de la guerre dans le Pacifique. Le sous-marin concerné était l'U-864, qui partit de Kiel fin 1944. Il fut coulé en mer du Nord le 9 février 1945 par le sous-marin britannique HMS Venturer au large de l'île de Fedje près de Bergen en Norvège.

## L'opération Caesar
Avec l'avance des troupes alliées et la prise de bases marines et aériennes, les derniers espoirs du régime nazi étaient d'une part les Vergeltungswaffen, armes de représailles telles que le V2, d'autre part l'acheminement des dernières découvertes militaires et technologiques à Penang pour changer le cours de la guerre dans le Pacifique et obliger les Alliés à découvrir le front européen. Cet espoir se traduisit par la mise en place de l'opération Caesar. Le 5 décembre 1944, l'U-864, sous-marin de Type IX, partit du canal de Kiel, dans le Schleswig-Holstein. À son bord, un moteur de Me 163, les plans du Me 262, des scientifiques japonais et allemands et environ 65 tonnes de mercure réparties en 1 857 flasques d'acier, stockées dans les cales. Sa route devait l'emmener de la Baltique en mer du Nord, pour contourner les îles britanniques puis l'Afrique par le cap de Bonne Espérance : le voyage allait donc durer de longs mois, mais l'équipage partait confiant, car l'U-864 n'avait jusqu'alors pas connu d'avaries.

## Début de l'opération et réparation à Bergen
Un échouage accidentel sur le fond de la mer força le capitaine de corvette Ralf-Reimar Wolfram (en) à diriger son vaisseau vers Bergen, dans le sud-ouest de la Norvège, pour effectuer les réparations qui s'imposaient au bunker Bruno. L'opération secrète ayant été décryptée par les Alliés et les réparations tardant, un raid fut mené le 12 janvier 1945 par 32 Lancaster équipés de bombes Tallboy et un bombardier Mosquito de la RAF. Ce raid fut un échec, l'U-864 étant seulement légèrement endommagé.

## La fin de l'U-864

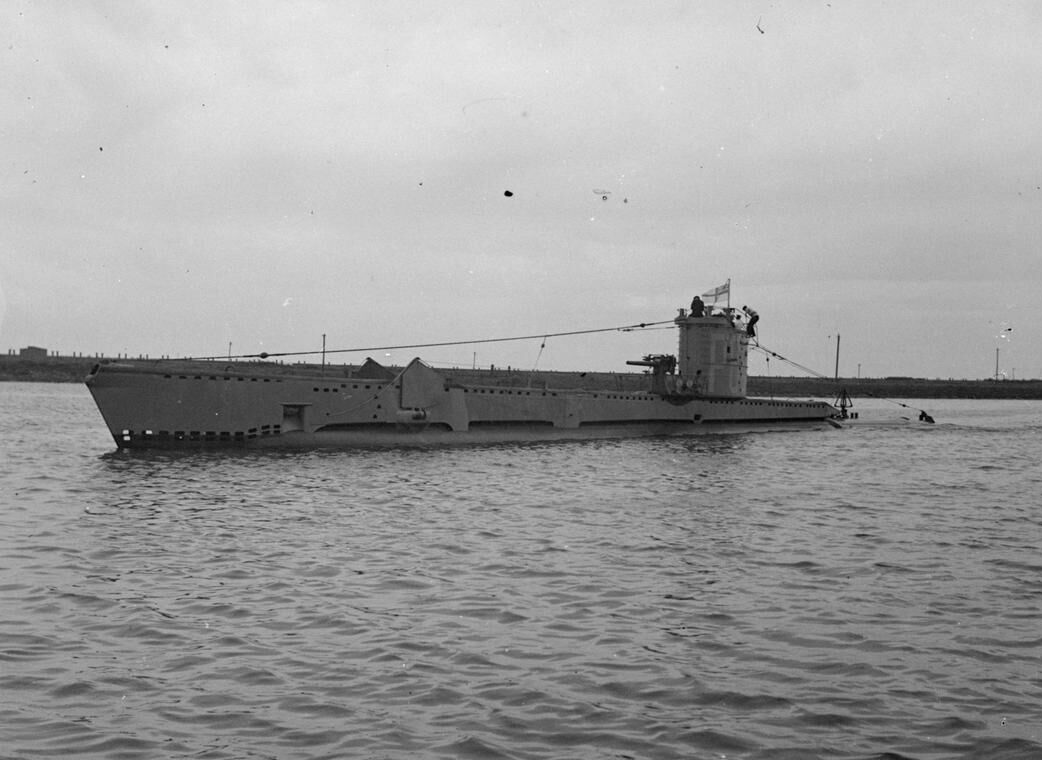
Le le 18 août 1943.

Après son escale forcée à Bergen, l'U-864 reprit sa route et se faufila dans le chapelet d'îles côtières du Hordaland, utilisant le chenal naturel situé entre les îles Sotra et Askøy et se terminant par la petite île de Fedje. Parallèlement, le sous-marin britannique HMS Venturer, basé à Lerwick dans les îles Shetland, fut envoyé pour sa onzième patrouille à Fedje pour intercepter le sous-marin allemand, qui avait déjà quitté Bergen et dépassé l'île le 6 février. Mais le 8 février, une avarie du moteur tribord força l'U-864 à rebrousser chemin après avoir prévenu de son retour au bunker Bruno.
La réponse allemande signala qu'une escorte serait mise à disposition le 10 février près du phare d'Hellisøy, au sud de Fedje. Inhabituellement bruyant, le moteur diesel de l'U-864 fut détecté aux hydrophones par le Venturer le 9 février. Le lieutenant James "Jimmy" S. Launders, qui commandait le sous-marin britannique, avait décidé de ne pas utiliser l'ASDIC pour ne pas trahir sa propre position. Plus tard, il remarqua le périscope de l'U-864 qui ne se savait pas encore traqué. Commença alors une attente inhabituelle dans ce genre d'affrontement : l'équipage britannique attendit 45 minutes que le sous-marin allemand fasse surface pour le torpiller. Détectant la présence du Venturer, l'U-864 se dirigea vers Bergen sans attendre son escorte, en zigzaguant, et donc en se risquant à sortir régulièrement son périscope. Avec ses vingt-deux torpilles, il pouvait aisément prendre le dessus sur les quatre torpilles du sous-marin britannique. 
Launders passa trois heures à décrypter le schéma des trajectoires de l'U-864 et à 12 h 12 il fit tirer la première torpille. Les trois autres suivirent, à un intervalle de 17 secondes chacune, au cours d'une plongée préventive pour éviter une réplique allemande. Détectant la première torpille, l'U-864 plongea pour l'éviter, mais se mit lui-même sur la trajectoire de la quatrième après avoir évité les deux autres. Le sous-marin fut brisé en deux. Il repose désormais par 150 m de fond, à quatre kilomètres au large de Fedje, avec ses soixante-treize membres d'équipage. À 12 h 14, Launders consigna dans le journal de bord une « forte explosion suivie de bruits de casse ». C'est la seule fois dans l'histoire de la guerre où un sous-marin en coula un autre alors que les deux étaient en plongée. Après la guerre, le Venturer fut offert à la marine royale norvégienne et renommé KNM Utstein.

## Une catastrophe écologique

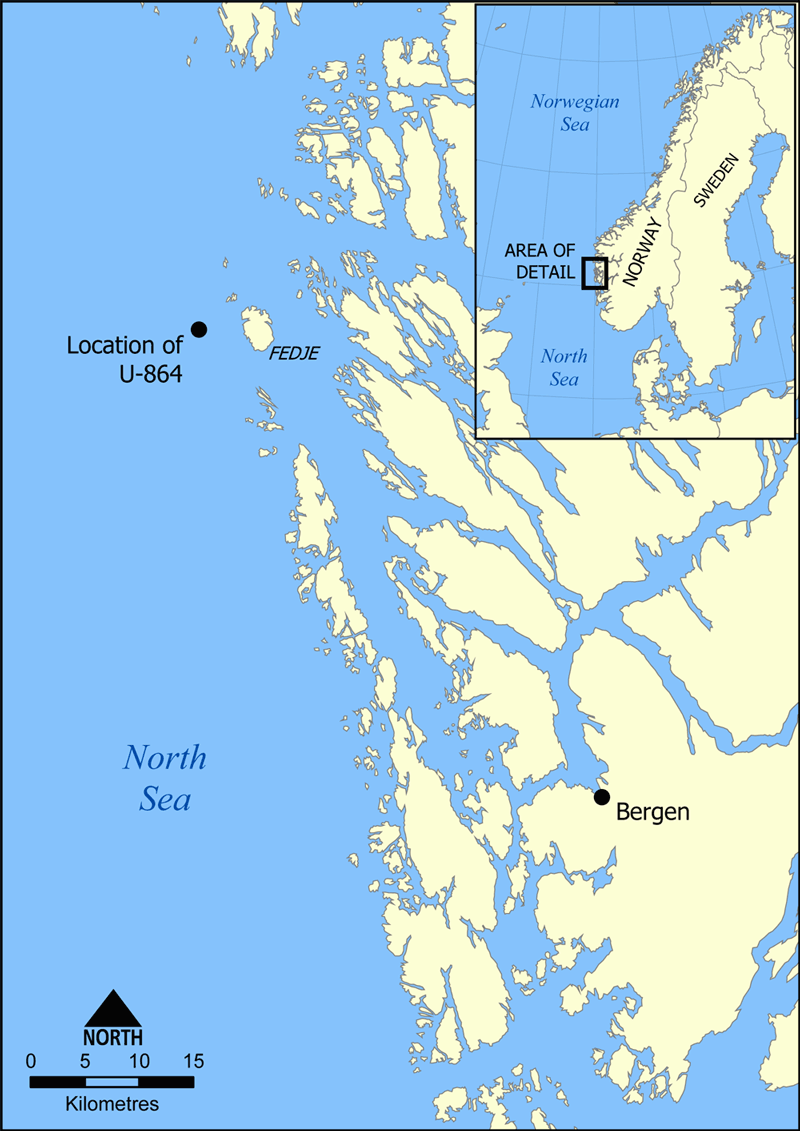
Localisation de l'U-864.

En dehors des belligérants, le seul témoin de la scène fut un jeune de Fedje, Kristoffer Karlsson, alors âgé de douze ans. Si le Venturer rentra sans encombre à Lerwick, l'identité du sous-marin coulé était incertaine. L'épave tomba dans l'oubli, mais début 2003 un pêcheur de Fedje ramena dans ses filets une pièce mécanique qui ne laissait aucun doute sur son origine : un sous-marin allemand. Très vite, on pensa que cette épave pouvait être l'U-864, et on s'inquiéta du fait que si c'était bien celle-ci, alors elle était peut-être une véritable bombe à retardement en raison de son chargement de mercure. L'U-864 est l'épave la plus dangereuse des quatre-cents épaves datant de la Seconde Guerre mondiale au large de la Norvège.
L'épave fut localisée par le dragueur de mines de la marine royale norvégienne le KNM Tyr au printemps 2003. Les premières images de l'épave, lors de l'exploration menée par le navire Geobay, montrèrent un sous-marin coupé en deux parties séparées de 40 mètres, avec les volets en position de plongée d'urgence. Les flasques contenant le mercure sont rouillées et certaines fuient. La première flasque remontée avait perdu jusqu'à 4 mm d'épaisseur sur les 5 mm d'origine. Plusieurs kilos de mercure se sont répandus dans la mer depuis une vingtaine d'années (4 kilos estimés pour 2006), des traces ayant été découvertes jusqu'à 300 mètres de l'épave. Le taux de mercure dans la faune avoisinante est supérieur à celui autorisé et le problème va en s'aggravant. Il est interdit de pêcher dans cette zone.
Le projet d'enlever l'épave a vite été abandonné en raison du risque de briser et répandre toute sa cargaison, et de celui de faire exploser les nombreuses torpilles se trouvant encore à bord. Après trois ans d'études et 6,5 millions de dollars dépensés, le gouvernement norvégien décida de construire un sarcophage de 100 000 m3 de sable et de 12 mètres d'épaisseur de béton pour isoler le sous-marin sur une surface de 150 mètres de diamètre, comme cela a été fait à Tchernobyl et dans plusieurs endroits dans le monde,.
En 2006, sous l'impulsion de l'Administration côtière norvégienne (Kystverket), la zone fut cartographiée et de nouvelles analyses de la coque et de la faune ont eu lieu, pour un coût estimé à 31 millions de couronnes norvégiennes (environ 2,7 M€). En 2007, certaines zones polluées autour de l'épave ont été nettoyées et scellées, en attendant les opérations finales, toujours en cours de discussion, qui pourraient commencer à l'été 2007. Cependant, en mars de la même année, il a été découvert qu'une partie centrale de l'épave n'a pas été retrouvée et qu'elle est probablement distante des deux autres morceaux, avec une partie de la cargaison de mercure. Certains pensent qu'elle a été volatilisée par l'explosion, tandis que d'autres avancent que les torpilles n'étaient pas assez puissantes pour faire autant de dégâts,.

## Filmographie
- U-864, le dernier secret d'Hitler, Marc Brasse, France, 2007, 55 minutes.
- The Hunt for U864, Timewatch, Royaume-Uni, 2007.
- Idylle en eaux troubles (Am Ende die Hoffnung, litt. « À la fin l'espoir »), téléfilm dramatique historique allemand écrit et réalisé par Thorsten Näter, diffusé en 2011[12].